# Severnaya Zemlya
Severnaya Zemlya (tiếng Nga: Се́верная Земля́, Đất Phương Bắc) là một quần đảo thuộc chủ quyền của Nga ở Bắc cực. Quần đảo tách biệt với bán đảo Taymyr ở Siberia qua eo biển Vilkitsky. Quần đảo này là nơi phân chia hai vùng biển của Bắc Băng Dương, biển Kara ở phía tây và biển Laptev ở phía đông.
Severnaya Zemlya được ghi nhận lần đầu tiên vào năm 1913 và được vẽ trên bản đồ lần đầu tiên vào khoảng năm 1930–32, khiến cho nó trở thành quần đảo cuối cùng trên Trái Đất được tìm ra. Về mặt hành chính, quần đảo là một phần của vùng Krasnoyarsk, song không có con người cư trú ngoại trừ một căn cứ quân sự.

## Lịch sử

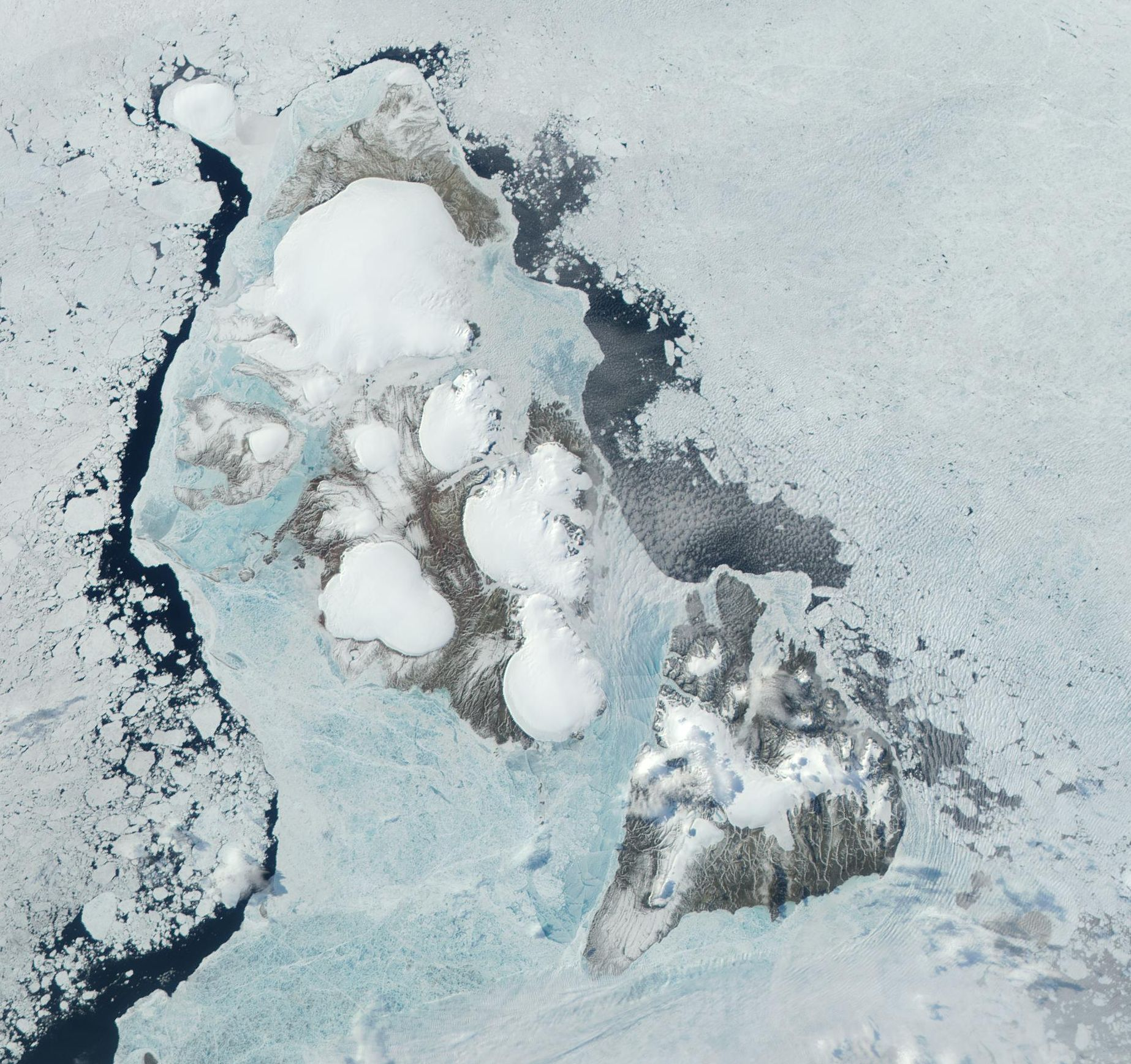
Ảnh vệ tinh của Severnaya Zemlya, NASA

Mặc dù nằm không xa bờ biển phía bắc của nước Nga song Severnaya Zemlya đã không được ghi nhận chính thức cho đến thế kỷ 20. Các nhà thám hiểm trước đó đã ghi chép về một khối đất lớn trên các khu vực không rõ ràng, đáng chú ý nhất là ghi chép của Matvei Gedenschtrom và Yakov Sannikov năm 1810 từ chuyến thám hiểm ra Novaya Sibir.
Do dính liền vào nhau qua những vùng biển đóng băng ở Bắc Băng Dương, Severnaya Zemlya đã không được biểu thị trên bản đồ cho đến khi diễn ra Cuộc thám hiểm Thủy văn học Bắc Băng Dương vào năm 1913–1915 với hai tàu phá băng Taimyr và Vaigach. Boris Vilkitsky dẫn đầu cuộc thám hiểm, việc này đã hoàn thành mục đích của nó trong việc khám phá các khu vực chưa được thể hiện trên bản đồ trong Tuyến Hàng hải Phương Bắc, và được nhìn nhận như đỉnh cao của ý nghĩ táo bạo của Pyotr Đại đế về tấm bản đồ Tuyến Hàng hải Phương Bắc đến Phía Đông.
Ngày 22 tháng 8 năm 1913 (3 tháng 9 năm 1913 theo lịch Gregory), đội viễn chinh đã giương quốc kỳ Nga tại nơi mà họ tin là một hòn đảo đơn nhất. Vùng đất mới được đặt tên là Đất Hoàng đế Nikolai II, (tiếng Nga: Zemliya Imperatora Nikolaya Vtorova), theo tên Nikolai I của Nga. Tuy nhiên, đến năm 1926 Đoàn chủ tịch của Ủy ban Chấp hành Trung ương Liên Xô đã đổi tên vùng đất này thành Severnaya Zemlya.
Vào mùa xuân năm 1931, cuộc viễn chinh của Georgy Ushakov và Nikolay Urvantsev (1930–1932) đã cho thấy Severnaya Zemlya được phân thành 4 hòn đảo chính, bản đồ chi tiết đầu tiên của quần đảo cũng được lập ra trong cuộc thám hiểm này. Graf Zeppelin, trong chuyến bay ở vùng địa cực vào tháng 7 năm 1931, đã xác định có ít nhất hai hòn đảo (một tháng sau Ushakov và Urvantsev).
Các hòn đảo của Severnaya Zemlya tiếp tục được nghiên cứu bởi một đoàn các nhà địa chất đến từ NIIGA (Viện Nghiên cứu Khoa học Địa chất học Bắc cực) tại Sankt-Peterburg dưới quyền chỉ huy của B. Kh. Egiazarov từ năm 1948 đến 1954, ông đã biên soạn một bản đồ địa chất học toàn diện.
Có yêu cầu tại Hội đồng Lập pháp Lãnh thổ Krasnoyarsk về việc phục hồi lại tên trước đây của Severnaya Zemlya là "Đất Hoàng đế Nikolai II". Tuy nhiên đã bị bác bỏ.

## Các đảo
Severnaya Zemlya gồm 4 đảo chính – Đảo Cách mạng Tháng Mười, Đảo Bolshevik, Đảo Komsomolets, và Đảo Tiền Phong – và khoảng 70 đảo nhỏ hơn, với tổng diện tích khoảng 37.000 km2 (14.300 dặm vuông Anh).

## Khí hậu
Severnaya Zemlya luôn lạnh và khô, với nhiệt độ trung bình là −16 °C (3,2 °F), lượng mưa trung bình hàng năm là 420 mm (16,5 in), và bầu trời thường u ám. Nhiệt độ trung bình tháng dao động từ −29 °C (−20,2 °F) vào tháng 2 đến −0,5 °C (31,1 °F) vào tháng 7. Quần đảo chứng kiến sự dao động nhiệt độ lớn vào những tháng mùa đông. Các cơn lốc bắt nguồn từ áp thấp ở Bắc Đại Tây Dương xuất hiện nhiều nhất vào tháng 9 và tháng 10, và chiếm 30% tổng lượng mưa hàng năm. Tuyết rơi mùa hè là hiện tượng thường thấy vì nhiệt độ luôn quanh mức 0 °C (32 °F), mặc dù nhiệt độ cao hơn sẽ xuất hiện khi khối không khí "ấm" thổi về phía bắc từ Siberia.